# The Bootleg of the Bootleg EP
Albums de Jean Grae
Attack of the Attacking Things
(2002) This Week
(2004)
The Bootleg of the Bootleg EP est un EP de Jean Grae, sorti le 7 octobre 2003.
Le dernier titre, Chapter One: Destiny, comprend onze morceaux cachés.

## Liste des titres
| No | Titre                                                                         | Contient un (des) sample(s) de | Durée |
| -- | ----------------------------------------------------------------------------- | --- | ----- |
| 1. | Hater's Anthem (Produit par Belief et Ruddy Rock)                             | B Minor de Clydie King | 5:14  |
| 2. | Take Me (Produit par Will Tell)                                               | Take Me Just as I Am de Lyn Collins | 3:36  |
| 3. | Swing Blades (featuring Cannibal Ox – Produit par Bravo)                      | | 2:29  |
| 4. | My Crew                                                                       | Starlight de Stephanie Mills | 3:51  |
| 5. | Code Red (featuring Block McCloud et Pumpkinhead – Produit par Block McCloud) | | 5:24  |
| 6. | Chapter One: Destiny (featuring Natural Resource – Produit par Moezarht)      | Lyrical Exercise de Jay-Z Day One de D.I.T.C. Role Model d'Eminem My Block de Scarface Purple de Nas Excuse Me Miss de Jay-Z U Don't Know de Jay-Z | 45:09 |